# Шипицыны (Лугоболотное сельское поселение)
Шипицыны — деревня в Оричевском районе Кировской области в составе Лугоболотного сельского поселения.

## География
Находится на расстоянии примерно 12 километров по прямой на северо-восток от районного центра поселка Оричи между поселками Стрижи и Торфяной.

## История
Известна с 1747 года, когда здесь (в починке Иванцовых исад) учтены были 2 души мужского пола. В 1764 жителей было 6. В 1873 году учтено было дворов 8 и жителей 64, в1905 21 и 134, в 1926 32 и 137, в 1950 36 и 129 соответственно. В 1989 оставалось 20 жителей.

## Население
Постоянное население  составляло 20 людей (русские 100%) в 2002 году, 21 в 2010.